# Moctar Ouane
Pour les articles homonymes, voir Ouane.
Moctar Ouane, né le 11 octobre 1955 à Bidi (Soudan français, actuel Mali), est un homme d'État malien. Il est Premier ministre de transition du 28 septembre 2020 au 24 mai 2021, date de son renversement par un coup d’État militaire.

## Biographie

### Jeunesse et formation
Né le 11 octobre 1955 à Bidi dans le centre du pays, il est licencié d'une maîtrise de Relations internationales de l'Université de Dakar en 1982. Il étudie ensuite à l'École nationale d'administration de 1992 à 1993.

### Carrière professionnelle
De 1995 à 2002, il est l’ambassadeur du Mali aux Nations unies. 
Il devient en 2016 délégué général à la paix et à la sécurité de la Commission de l'Union économique et monétaire ouest-africaine (Uemoa).

### Parcours politique
Il est nommé ministre des Affaires étrangères et de la Coopération internationale le 2 mai 2004 dans le gouvernement d’Ousmane Issoufi Maïga. Il est reconduit à ce poste par le président Amadou Toumani Touré dans les gouvernements de Modibo Sidibé du 3 octobre 2007 et du 9 avril 2009. Il est réputé comme étant un « homme intègre et respecté ».
Après le renversement du président de la République Ibrahim Boubacar Keïta et de son gouvernement lors du coup d'État de 2020 au Mali, est nommé Premier ministre de transition le 27 septembre 2020. Il prend ses fonctions le lendemain,. Initialement attendu pour le 29 septembre, le gouvernement est finalement formé le 5 octobre.
Le 14 mai 2021, Moctar Ouane présente la démission du gouvernement. Il est chargé le jour même de former un nouveau cabinet plus inclusif. Le gouvernement Moctar Ouane II est présenté le 24 mai 2021. Celui-ci se caractérise par la mise à l'écart de certains membres de l'ex-CNSP, Bah N’Daw et le Premier ministre sont interpelés puis conduits sous escorte militaire à Kati peu après,. Le lendemain, le colonel Assimi Goïta annonce avoir « démis de leurs prérogative » le président et le Premier ministre, qu’il accuse de « sabotage » de la transition ; il leur reproche d'avoir formé un nouveau gouvernement sans se concerter avec lui alors que la charte de la transition lui confère un droit de regard sur le choix des ministres de la Défense et de la Sécurité, des portefeuilles qui étaient détenus par ses alliés Camara et Koné,. Le 26 mai, Moctar Ouane annonce au médiateur de la CEDEAO, l'ancien président nigérian Goodluck Jonathan, qu'il a démissionné. Il est libéré dans la foulée.
En août 2021, la Cour de justice de la Communauté économique des États d'Afrique de l'Ouest (CEDEAO) demande aux autorités maliennes de lui justifier la résidence surveillée de Moctar Ouane et Bah Ndaw, privés de liberté depuis le 24 mai 2021.
Moctar Ouane et Bah N’Daw sont finalement libérés de leurs résidences surveillées le 27 août 2021. Ouane se retire alors de la vie politique.

### Vie privée
Marié, il est père de trois enfants.
Il parle le français et l'anglais, de même que le peul et le bambara.